# Nationalstraße 303 (China)
Die Nationalstraße 303 (chinesisch 303国道, Pinyin 303 Guódào, englisch China National Highway 303), chin. Abk. G303, ist eine 1.263 km lange, in Ost-West-Richtung verlaufende Fernstraße im Nordosten Chinas in den Provinzen Jilin und Liaoning sowie auf dem Gebiet des Autonomen Gebiets Innere Mongolei. Sie führt von Ji’an über Tonghua, Meihekou, Liaoyuan, Dongliao, Siping, Shuangliao, Tongliao, Kailu, Linxi und Hexigten Qi nach Xilin Hot in der Inneren Mongolei.